# Hongrie aux Jeux olympiques d'hiver de 1972
Cet article contient des informations sur la participation et les résultats de la Hongrie aux Jeux olympiques d'hiver de 1972, qui ont eu lieu à Sapporo au Japon. 

## Résultats

### Patinage artistique

#### Femmes
| Athlète        | FI | PL | Points | Places | Rang |
| -------------- | -- | -- | ------ | ------ | ---- |
| Zsuzsa Almássy | 5  | 4  | 2592,4 | 47     | 5    |

## Référence
- (en) Cet article est partiellement ou en totalité issu de l’article de Wikipédia en anglais intitulé « Hungary at the 1972 Winter Olympics » (voir la liste des auteurs).